# Equipe canadense na Copa Billie Jean King
A equipe canadense na Copa Billie Jean King representa o Canadá na Copa Billie Jean King, principal competição de tênis feminina por equipes do mundo. É administrada pela Tennis Canada.
Conquistou um título, em 2023.

## Última convocação
Para o Finals de 2023, em novembro:
- Eugenie Bouchard
- Gabriela Dabrowski
- Leylah Fernandez
- Rebecca Marino
- Marina Stakusic